# Santeri Kannisto

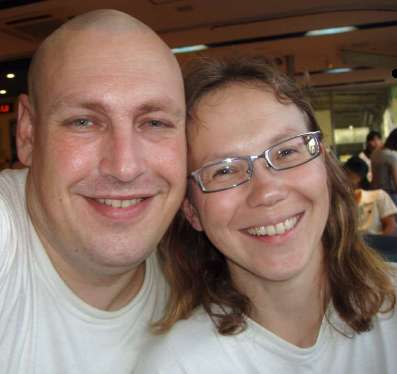
Päivi & Santeri (2006).

Santeri Kannisto (n.1970) fue uno de los abogados principales del código abierto y del software libre en Finlandia y tuvo muchas posiciones de alto nivel en la sociedad de la informática en los años 1991-2004. Era el fundador y el presidente de la compañía del código abierta SOT Finnish Software Engineering Ltd. por mucho tiempo. La compañía hacía productos de SOT Linux y de SOT Office. Päivi Rantanen era bien conocida en los círculos académicos para su investigación en la literatura finlandesa y más tarde como consultora de gestión empresarial. La pareja se casó el 23 de octubre de 2004. Como parte de su arreglo del casamiento vendieron todo, dejaron sus trabajos, y comenzaron a viajar por el mundo sin hogar. Huir de la febril competitividad de la vida moderna (rat race) era un paso fundamental para los dos. La decisión terminó las carreras públicas de los dos, y comenzó una nueva carrera orientada hacia la literatura. Al mismo tiempo pararon de usar su apellido que los hizo desaparecer de la cara de la tierra, y Päivi y Santeri (Paivi & Santeri) nacieron.
Las obras de Päivi & Santeri incluyen “Brasil BraSSSil! ”, una guía satírica del turismo para los brasileños (también en castellano/rioplatense), “Pätölä” (Outstandington en inglés), una sátira sobre ser excepcional y lucir, y “La Habanera”, un ensayo filosófico sobre la felicidad, y artículos numerosos. 
Anteriormente Santeri había sacrificado dos matrimoniones en [rat race] y Päivi no vio ningún motivo de continuar su vida profesional. Para ambos el cambio fundamental estaba descubrir sus necesidades personales en vez de recitar los mantras de la sociedad finlandesa con respecto por ejemplo al trabajo y a los niños. La seguridad se convirtió en ilusión y la sociedad finlandesa del bienestar (welfare society) asfixiante. Su libro “La Habanera” [ISBN] 952-99769-4-1 (pdf)  explora el razonamiento. 
En futuro, Päivi y Santeri han mencionado como una alternativa posible de retirarse a un templo de Zen .

## Frases preferidas
- Tenemos todo el tiempo en el mundo
- No worries
- El significado de la vida: La vida es
- Las suposiciones son la madre de todos los líos
- El camino al infierno está pavimentada con buenas intenciones
- La vida es como una película, y las películas no nacieron ni van a morir
- Hay solamente dos medidas del tiempo: ahora y por siempre
- Es tan irrelevante como la vida misma

## Cronología de la carrera de Päivi
- Investigador para la Academia de Finlandia 1993-1997
- Tesis de PhD (Vitriolic Verses) 1998
- Ciudad de Pori y Digital Media Institute, PR Manager 1998-2000
- Radiolinja, Content Manager 2001-2004
- Center for Leading Competence, Consultora de gestión empresarial 2004
- Escribió el libro “Johtamisen Pakolliset Kuviot” (libro sobre la administración de empresas), Talentum, 2004
- Escritor libre 2004-presente

## Cronología de la carrera de Santeri
- Estudios del software engineering en la universidad de Tampere de la tecnología 1989-2004
- SOT Finnish Software Engineering Ltd. 1991-2004
- Lleva una vida errante 2004-presente

## Política
La vida convencional y el esforzamiento a ser normal fueron rápidamente substituidos por el individualismo y pronto después por el anarquismo. El pacifismo ha llegado a ser más importante últimamente. Päivi y Santeri oponen todas las estructuras del poder y comentan su opinión política: “No nos importan las leyes, los tribunales, los jueces, los gobiernos, los países, las naciones, los reyes, los dioses, o otras wannabe autoridades que intentan decirnos cómo debemos vivir la vida, que es correcto y que no lo es. Sus miedos y la ilusión de la objetividad constituye una auténtica locura.”

## Publicaciones
- ISBN 951-717-947-2: Vitriolic Verses, Gummerus Oy 1998
- ISBN 952-14-0941-X: Johtamisen pakolliset kuviot, Talentum 2005
- ISBN 952-99769-4-1: La Habanera - The Escape From The Rat Race, 2005
- ISBN 952-92-0987-8: Brasilia Brasilia - Turistiopas brasilialaisille, 2005
- ISBN 952-99769-3-3: Brasil Brasil! - Guía de turismo para brasilero, 2005
- ISBN 952-92-0986-X: La Habanera - Matkalla oravanpyörästä onnenpyörään, 2005
- ISBN 952-99769-0-9: Hitchhiker's Guide to New Zealand, 2005
- ISBN 952-99769-1-7: Cheviot 150th Anniversary, 2006
- ISBN 952-99769-2-5: Brazil BraSSSil! - Tourism Guide for Brazilians, 2006